# Campionato del mondo di calcio da tavolo 1995
Il Campionato del mondo di calcio da tavolo 1995 si tenne a Wuppertal.

## Medagliere
| Pos. | Paese       | Oro | Argento | Bronzo | Totale |
| ---- | ----------- | --- | ------- | ------ | ------ |
| 1    | Portogallo  | 2   | 0       | 0      | 2      |
| 2    | Belgio      | 1   | 2       | 1      | 4      |
| 3    | Austria     | 1   | 0       | 1      | 2      |
| 4    | Francia     | 0   | 2       | 3      | 5      |
| 5    | Italia      | 0   | 1       | 0      | 1      |
| 6    | Inghilterra | 0   | 0       | 2      | 2      |
| 7    | Grecia      | 0   | 0       | 1      | 1      |
| -    | Svizzera    | 0   | 0       | 1      | 1      |
| -    | Danimarca   | 0   | 0       | 1      | 1      |

## Categoria Open

### Risultati
Prima fase a gironi ed Eliminazione Diretta
- Individuale

| Oro     | David Ruelle                           | Belgio         |
| Argento | Eric Naszalyi                          | Francia        |
| Bronzo  | Christophe Fuseau Kostas Triantafillou | Francia Grecia |

Prima fase a gironi ed Eliminazione Diretta
- Squadre

| Oro     | Portogallo Paulo Sobral, Luís Machado, Filipe Maia, Vasco Guimaraes                                                                | Portogallo       |
| Argento | Belgio Bertrand Sartisse, Dominique Demarco, David Ruelle, Philippe Mairesse, Gil Delogne                                          | Belgio           |
| Bronzo  | Svizzera Willy Hofmann, Dieter Gübeli, Felix Gübeli, R. Jaeckle Austria Robert Lenz, Horst Deimel, Gerhard Ecker, Michael Hasieber | Svizzera Austria |

## Categoria Under20

### Risultati
Prima fase a gironi ed Eliminazione Diretta
- Individuale

| Oro     | Vasco Guimaraes             | Portogallo         |
| Argento | Lorenzo Pinto               | Italia             |
| Bronzo  | Chris Thomas Joël Hanotiaux | Inghilterra Belgio |

## Categoria Under16

### Risultati
Prima fase a gironi ed Eliminazione Diretta
- Individuale

| Oro     | Thomas Wittmann               | Austria           |
| Argento | Sandro Centritto              | Belgio            |
| Bronzo  | Ouabi Rouis Daniel Kristensen | Francia Danimarca |

## Categoria Femminile

### Risultati
Prima fase a gironi ed Eliminazione Diretta
- Individuale

| Oro     | Delphine Dieudonné          | Belgio  |
| Argento | Véronique Garnier           | Francia |
| Bronzo  | Françoise Guyot Sophie Pons | Francia |